# جولیا باند
جولیا باند (در انگلیسی: Julia Bond) یکی از هنرپیشگان فیلم‌های پورنوی آمریکایی است.

## زندگی‌نامه
جولیا باند، در شهر لانگ‌بیچ در جنوب ایالت کالیفرنیا به دنیا آمد. در سال ۲۰۰۵ میلادی و پس از ورود به سن ۱۸ سالگی و رسیدن به سن قانونی برای بازی در فیلم‌های پورنو وارد صنعت پورن آمریکا شد. در همان سال اول ورودش، از طرف دست اندرکاران صنعت پورن لقب «ملکه روی جلد» را به دلیل وجود تصویرش بر روی جلد بسیاری از دی‌وی‌دی‌های پورنی که در تابستان ۲۰۰۵ به بازار راه می‌افتند شد.
در ژوئیه ۲۰۰۵، جولیا باند در جشنی که توسط ائتلاف آزادی بیان ساماندهی شده بود اعلام کرد که دوست دارد تا با ران جرمی هنرپیشه پرسابقه صنعت پورن آمریکا رابطه‌ای جنسی داشته باشد.
در تاریخ ۱۸ می ۲۰۰۵ در برنامه تلویزیونی شوی امشب (The Tonight Show) که از شبکه سراسری ان‌بی‌سی آمریکا پخش می‌شود، شرکت داده شد و برای دقایقی مهمان جی لنو، کمدین پرآوازه و مجری برنامه شوی امشب بود. جی لنو با لحنی طنزآمیز از وی پرسید که آیا تاکنون برهنه شده و جولیا باند در جواب روی جلد یک مجله بزرگسالان را نشان داد که در آن برهنه شده بود.
در تاریخ ۲۶ ژوئیه ۲۰۰۶ در برنامه جنجالی تلویزیونی شوی جری اسپرینگر (The Jerry Springer Show) شرکت کرد. در آنجا در روی مادرش فاش ساخت که در طول تنها یکسال در «۴۵ تا ۵۰» فیلم پورنو بازی کرده است.